# Max Huber
Max Huber (5. června 1919 Baar, Švýcarsko – 16. listopadu 1992, Mendrisio) byl švýcarský a italský grafik.

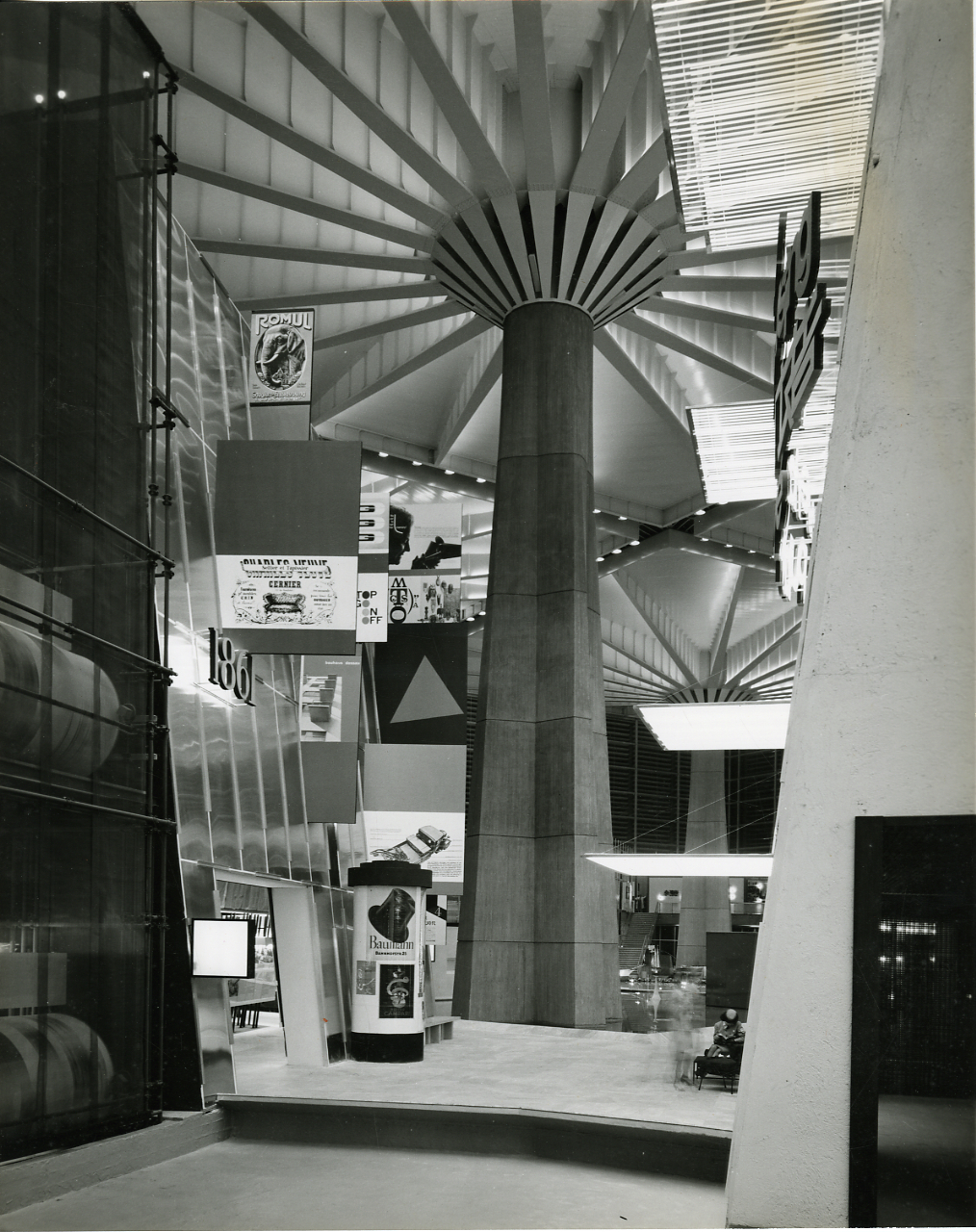
Expo 61, Turín. Detaily výstavy "La pubblicità" v Palazzo del Lavoro od Max Huber. Foto Paolo Monti.

V 17 letech se zapsal na školu Kunstgewerbeschule v Curychu. Jeho učiteli byli např. Ernst Gubler, Gottlieb Wehrli, Walter Roshardt, Otto Weber a Alfred Willimann. Ve formativním věku se setkal také s grafiky jako Werner Bischof, Josef Müller-Brockmann, Carlo Vivarelli and Hans Falk. Jeho kariéra začíná v roce 1935 v Curychu, kde pracuje v reklamní agentuře a později s fotografem Emilem Schultnessem v Conzett & Huber. Setkal se s Maxem Billem a Hansem Neuburgem. Se začátkem 2. světové války, aby se vyhnul přípravě ve švýcarské armádě, se stěhuje do Milána, aby se připojil ke Studio Boggeri.
Do Milána exportoval „švýcarskou školu“, kde v kontaktu s domácími tradicemi imaginativní hravosti a bohaté barevnosti dostala specifické zabarvení, označované též jako „milánská škola“.